# ギブン・イメージング
ギブン・イメージング株式会社は、かつてギブン・イメージング社（Given Imaging Ltd.、2001年NASDAQ上場、本社・イスラエル）の日本法人であり、日本におけるカプセル内視鏡の製造販売会社であった。

2014年にギブン・イメージングは、コヴィディエン（現メドトロニック・グループ）に買収され、ギブン・イメージング株式会社も2014年11月1日にコヴィディエン ジャパン株式会社へ統合された。

## 製品情報

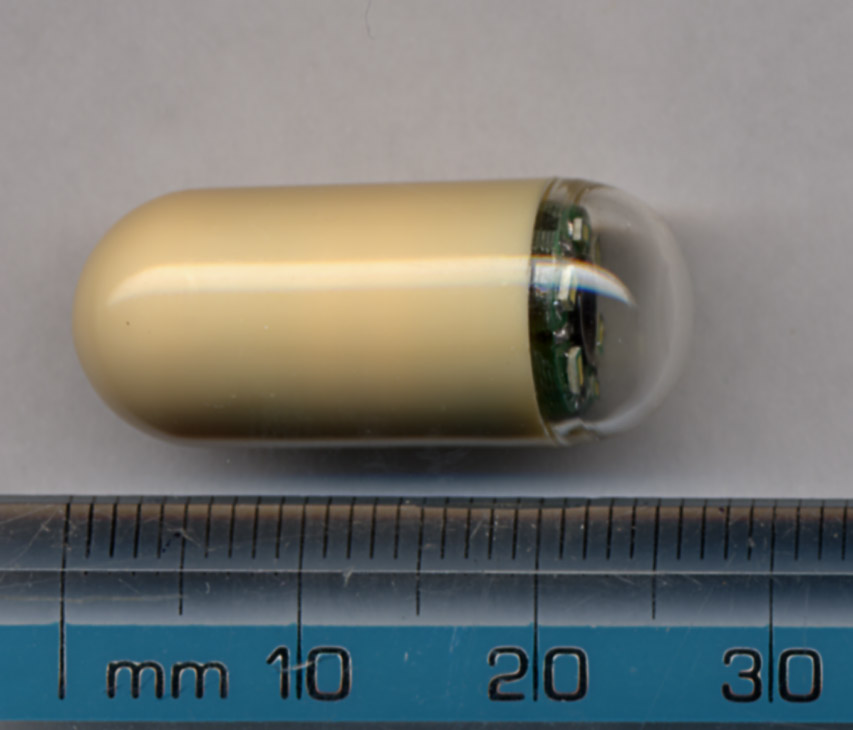

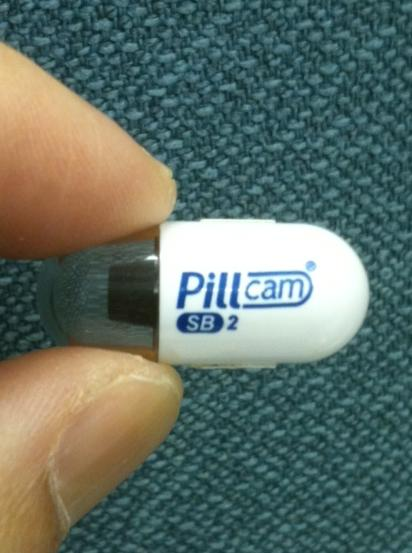

- 小腸用カプセル内視鏡 PillCam SB 2
嚥下可能なサイズ（外径：11mm、長さ：26mm）のカプセル型内視鏡。
カプセルの中には小型イメージセンサーが内蔵されており、このカプセルが消化管内を蠕動運動により移動しながら1秒間に2枚、約5万枚の腸内の画像を収集し、これまで困難であった小腸疾患の早期発見・早期治療が行いやすくなったとされる。また、苦痛が殆どなく検査中でも拘束されないことから患者への負担が少ない。原因不明消化管出血の検査として保険が適用される。